# Lasiomma nidicolum
Lasiomma nidicolum är en tvåvingeart som först beskrevs av Aldrich 1919.  Lasiomma nidicolum ingår i släktet Lasiomma och familjen blomsterflugor. Inga underarter finns listade i Catalogue of Life.